# Isoglossa
Isoglossa là chi thực vật có hoa trong họ Acanthaceae.

## Danh sách loài
- Isoglossa angusta
- Isoglossa anisophylla
- Isoglossa bachmanni
- Isoglossa barlerioides
- Isoglossa bolusii
- Isoglossa bracteosa
- Isoglossa candelabrum
- Isoglossa cataractarum
- Isoglossa ciliata
- Isoglossa clemensorum
- Isoglossa collina
- Isoglossa comorensis
- Isoglossa cooperi
- [[Isoglossa cyclophylla
- Isoglossa delicatula
- Isoglossa densa
- Isoglossa dichotoma
  - Isoglossa dichotoma var. repens
- Isoglossa eckloniana
- Isoglossa eliasbandae
- Isoglossa eranthemoides
- Isoglossa expansa
- Isoglossa eylesii
- Isoglossa fastidiosa
- Isoglossa flava
- Isoglossa floribunda
- Isoglossa geoffrayi
  - Isoglossa geoffrayi var. elongata
- Isoglossa glabra
- Isoglossa glandulifera
- Isoglossa gracillima
- Isoglossa grandiflora
- Isoglossa grantii
- Isoglossa gregorii
- Isoglossa humberti
- Isoglossa hypoestiflora
- Isoglossa imbricata
- Isoglossa inermis
- Isoglossa insularis
- Isoglossa ixodes
- Isoglossa justicioides
- Isoglossa lactea
- Isoglossa laxa
- Isoglossa laxiflora
- Isoglossa longiflora
- Isoglossa macowanii
- Isoglossa mbalensis
- Isoglossa melleri
- Isoglossa membranacea
- [[Isoglossa mossambicensis
- Isoglossa nervosa C.B.Clarke
- Isoglossa oerstediana
- Isoglossa oreacanthoides
- Isoglossa origanoides
- Isoglossa ovata
- Isoglossa parviflora
- Isoglossa parvifolia
- Isoglossa pawekiae
- Isoglossa prolixa
- Isoglossa punctata
- Isoglossa rubescens
- Isoglossa rungioides
- Isoglossa runssorica
- Isoglossa rutenbergisma
- Isoglossa salviiflora
- Isoglossa schliebenii
- Isoglossa somalensis
- Isoglossa stipitata
- Isoglossa strigosula
- Isoglossa subcordata
- Isoglossa substrobilina
- Isoglossa sylvatica
- Isoglossa ufipensis
- Isoglossa vestita
- Isoglossa violacea
- Isoglossa volkensii
- Isoglossa vulcanicola
- Isoglossa woodii